# Otero de María Asensio

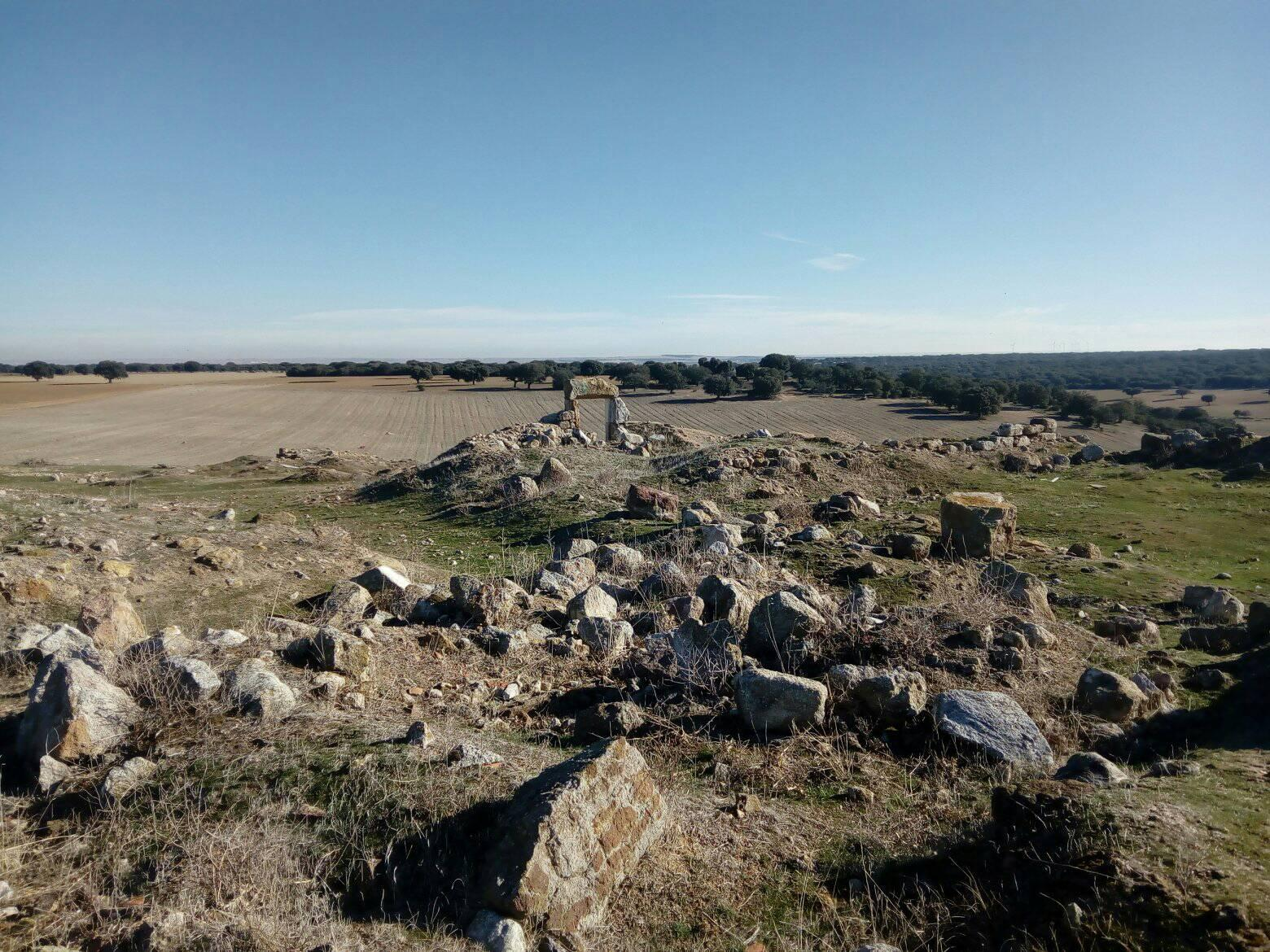
Vista del despoblado

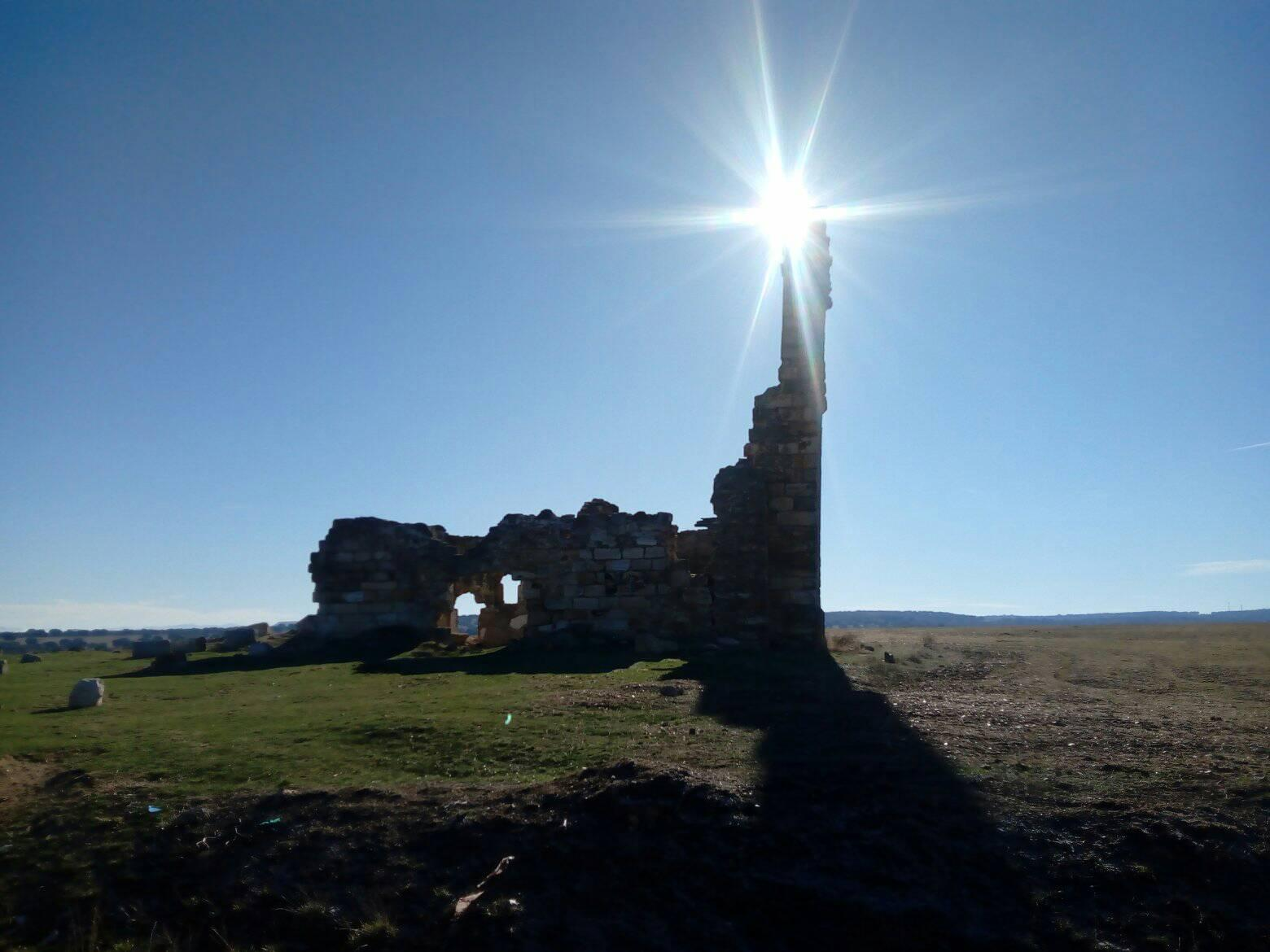
Iglesia de San Vicente desde Calvarrasa

Otero de María Asensio es un despoblado español situado en el término municipal de Calvarrasa de Arriba, en la provincia de Salamanca, comunidad autónoma de Castilla y León.

## Geografía
Ubicación
| Noroeste: Calvarrasa de Arriba             | Norte: Calvarrasa de Abajo | Noreste: Machacón            |
| Oeste: Urb. Los Cisnes - Urb. El Encinar   |                            | Este: Villagonzalo de Tormes |
| Suroeste Urb. Los Cisnes - Urb. El Encinar | Sur: Terradillos           | Sureste: Carpio-Bernardo     |

## Historia
Según el Catastro de Ensenada, pertenecía a Alonso Rodríguez de Valderrábano, vecino de Castromonte, y en él vivían cinco personas, todas ellas pertenecientes a la misma familia.
A principios del siglo XIX, Sebastián Miñano, en su Diccionario geográfico y estadístico de España y Portugal, señalaba que era alquería de la provincia y partido de Salamanca, cuarto de Peña de Rey. Contaba con un vecino, 8 habitantes.
A mediados del mismo siglo, Pascual Madoz, en su Diccionario geográfico-estadístico-histórico de España y sus posesiones de Ultramar, lo describe como alquería en la provincia y partido judicial de Salamanca, término municipal de Calvarrasa de Arriba. Su población era de 3 vecinos, 7 almas.
El 21 de enero de 1938, la escuadra republicana que regresaba de bombardear Salamanca soltó ocho bombas en los terrenos entre Otero de María Asensio y Calvarrasa para aligerar peso.

## Economía
La economía se basaba principalmente en la agricultura y la ganadería, con cabaña de cerdos, ovejas y gallinas.

## Cultura y patrimonio
Conserva las ruinas de la que fue la iglesia de San Vicente. Su fiesta se celebraba el 22 de enero, con motivo de San Vicente.